# Сидоренко, Андрей Михайлович
Андре́й Миха́йлович Сидоре́нко (род. 22 июля 1959, Чебаркуль, Челябинская область) — советский хоккеист, выступавший на позиции защитника, белорусский и российский тренер. Мастер спорта СССР, заслуженный тренер Республики Беларусь (1994).

## Карьера
Родился 22 июля 1959 года в городе Чебаркуль. С 8 лет занимался в школе «Трактора», первым тренером был Георгий Петрович Стасюк. В качестве игрока наибольшее количество сезонов (семь) провёл за челябинский «Трактор». Выступал в чемпионатах СССР по хоккею класса А за челябинский «Металлург», минское «Динамо», московское «Динамо», ижевскую «Ижсталь», магнитогорский «Металлург». Выступал за вторую сборную СССР.
Карьеру игрока закончил в 31 год из-за травмы позвоночника. С 2010 по 2013 годы был главным тренером ряда клубов Континентальной хоккейной лиги. Главный тренер национальных сборных Беларуси и Польши. С 2013 по 2015 годы был главным тренером клуба Дизель, выступающего в Высшей хоккейной лиге. В июле 2015 года ХК «Гомель» объявил, что в сезоне 2015/2016 годов А. Сидоренко будет руководителем клуба. С июля 2018 года тренер сборной Беларуси.
Женат, имеет двоих детей. Старший сын Максим — хоккейный арбитр международной категории, представляет Беларусь. Двое внуков.

## Достижения
- Чемпион мира в составе молодёжной сборной: 1979
- Трёхкратный чемпион Беларуси: 1992, 1993, 1994
- Четырёхкратный чемпион Польши: 1997—2000
- Дважды финалист Кубка чемпионов: 1994, 1995